# اوکا آنتارا
اوکا آنتارا (اندونزیایی: Oka Antara؛ زادهٔ ۸ ژوئیهٔ ۱۹۸۱) یک خوانندهٔ رپ و هنرپیشه اهل اندونزی است.
از فیلم‌ها یا برنامه‌های تلویزیونی که وی در آن نقش داشته‌است، می‌توان به یورش ۲ اشاره کرد.